# Al-Dana
Al-Dana (en árabe: ٱلدَّانَا‎, romanizado: ad-Dānā) es una ciudad en el norte de Siria, que administrativamente forma parte de la Gobernación de Idlib, ubicada al norte de Idlib, a 38 kilómetros al oeste de Alepo, y justo al este de la frontera con Turquía. Las localidades cercanas incluyen Sarmada al suroeste, Tell Elkarame al sur, Atarib al sureste, Turmanin al noreste, Salwah al norte y Qah al noroeste. Según la Oficina Central de Estadísticas de Siria, al-Dana tenía una población de 14.208 habitantes en el censo de 2004.  La ciudad es también el centro administrativo de la nahiyah de al-Dana, que consta de trece aldeas con una población combinada de 60.058 habitantes. Al-Dana era conocida por su industria del colorante índigo, que desde entonces ha desaparecido.

## Historia

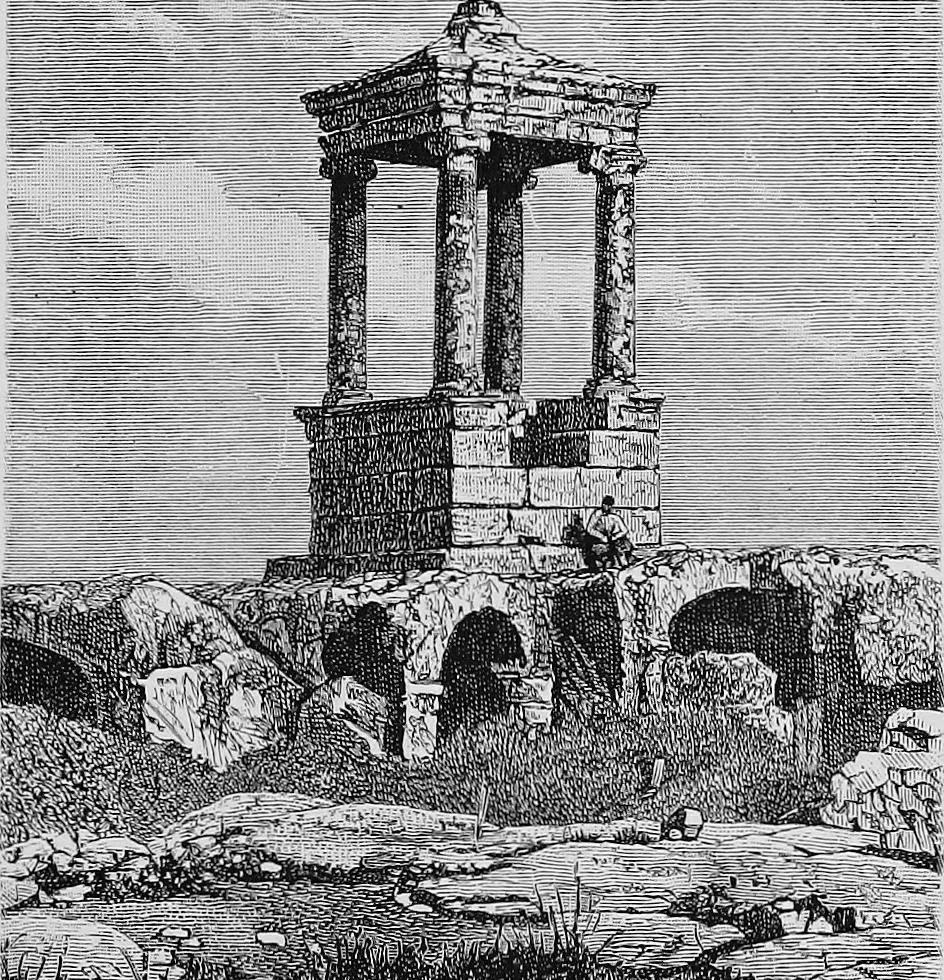
La tumba de la pirámide romana.

Se ha identificado a Al-Dana con la ciudad aramea de Adennu o Adinnu. Adennu fue la primera ciudad aramea conquistada por los asirios durante la campaña militar de Salmanasar III contra Siria en 853 a. C. La ciudad fue capturada sin resistencia.
Como parte de las llamadas Ciudades Muertas del norte de Siria, Al-Dana y sus alrededores contienen numerosas ruinas antiguas que datan del siglo III y IV d. C. Al norte del centro de la ciudad moderna se encuentra una tumba piramidal romana bien conservada, hecha de piedra amarilla y con tallados elaborados. También sobreviven una puerta y los pórticos de varios otros edificios de la época romana.
A finales del siglo XI d. C., Al-Dana y la cercana Sarmada fueron saqueadas por los cruzados. El geógrafo sirio del siglo XIII Yaqut al-Hamawi visitó Al-Dana en la década de 1220 y señaló que estaba ubicada en las laderas del monte Líbano, cerca de Alepo, en la zona de al-Awasim. Describió el pueblo como un «lugar muy antiguo» cerca del cual había una «gran plataforma, tan ancha como una pista de carreras de caballos, cortada en la ladera, cuadrada y nivelada. En su centro hay una cúpula, dentro de la cual hay una tumba, como la de uno de los antiguos Aditas, pero de quien no se sabe nada».
A mediados del siglo XIX, Al-Dana recibió la visita del viajero inglés James Silk Buckingham, quien observó que el pueblo estaba construido a lo largo de las laderas de una roca en el centro de una llanura. La mayoría de sus casas estaban construidas a partir de las ruinas de estructuras más antiguas, lo que sugiere a Buckingham que Al-Dana había sido un asentamiento considerable en tiempos previos. Alrededor de 500 musulmanes vivían en el pueblo y rezaban en una pequeña mezquita, la que contaba con un minarete y seis cúpulas dispuestas en dos filas separadas que se correspondían con cada pasillo interior.
La ciudad estaba bajo el control del Ejército Nacional Sirio hacia 2022.
El 16 de febrero de 2022, tres civiles murieron en la ciudad después de que el Ejército Árabe Sirio bombardeara la ciudad con artillería.